# Sarah Cruickshank
Sarah Cruickshank és una locutora televisiva escocesa de l'Illa de Skye que treballa per la BBC Scotland. És reportera i transmet regularment les condicions climàtiques els vespres a BBC Radio Scotland. És també dona del temps a BBC Alba, dins el programa de notícies en gaèlic escocès An Là.
Entre el 2003 i el 2008 va presentar el programa infantil gaèlic Dè a-nis? en el qual va entrevistar personalitats com Calum MacDonald, Emma Bunton i Girls Aloud.